# 杉の溝腐病
杉の溝腐病（すぎのみぞくされびょう）は、杉にとって深刻な樹病の1つである。病気にかかっていると植栽後20年程度で幹に特徴的な溝が現れる。

## 赤枯病
病原体はスギの苗畑病害を起こすことで知られるスギ赤枯病菌（Passalora sequoiae、旧学名Cercospora sequoiae）と同一である。幹に現れる窪みは深く屈曲した溝になることが特徴。
防除法としては、赤枯病に感染した苗を林地などに植栽しないことが重要である。

## 非赤枯性溝腐病
千葉県特産の山武杉には赤枯病菌によらない溝腐症状があり非赤枯性溝腐病と呼ばれる。幹に現れる窪みは縦にまっすぐで白色腐朽となり黄褐色雲形の帯線が現れることが特徴。1960年に茨城県で赤枯病の症状とは異なる腐朽被害が初めて確認され非赤枯性溝腐病と命名された。
病原体は担子菌に属するチャアナタケモドキである（学名Phellinus punctatusと同種とされてきたが遺伝子情報の分析でFomitiporia torreyaeと同定された）。この病気による被害は全国的ではなく、千葉県と茨城県の一部に限られる。2019年の令和元年房総半島台風（台風15号）による千葉県での停電被害の拡大の背景には、林業の衰退によるスギ非赤枯性溝腐病の蔓延による相次ぐ倒木の発生があるともいわれている。

## 関係記事
- スギ
- 山武杉
- 樹病学